# 7450 Shilling
7450 Shilling è un asteroide della fascia principale. Scoperto nel 1968, presenta un'orbita caratterizzata da un semiasse maggiore pari a 2,6191208 UA e da un'eccentricità di 0,1665083, inclinata di 27,42038° rispetto all'eclittica.
L'asteroide è dedicato allo scienziato russo Paul Schilling.